# Villanova Tulo
Villanova Tulo là một đô thị ở tỉnh Sud Sardegna, vùng Sardegna của Italia, có vị trí cách khoảng 60 km về phía bắc của Cagliari. Đến thời điểm ngày 31 tháng 12 năm 2004, đô thị này có dân số 1.197 và diện tích là 40,3 km².
Villanova Tulo giáp các đô thị: Gadoni, Isili, Laconi, Nurri, Sadali, Seulo.